# Xangelina japonica
Xangelina japonica är en tvåvingeart som beskrevs av Mitsuhiro Sasakawa 1997. Xangelina japonica ingår i släktet Xangelina och familjen lövflugor. Inga underarter finns listade i Catalogue of Life.